# 1997 w grach komputerowych

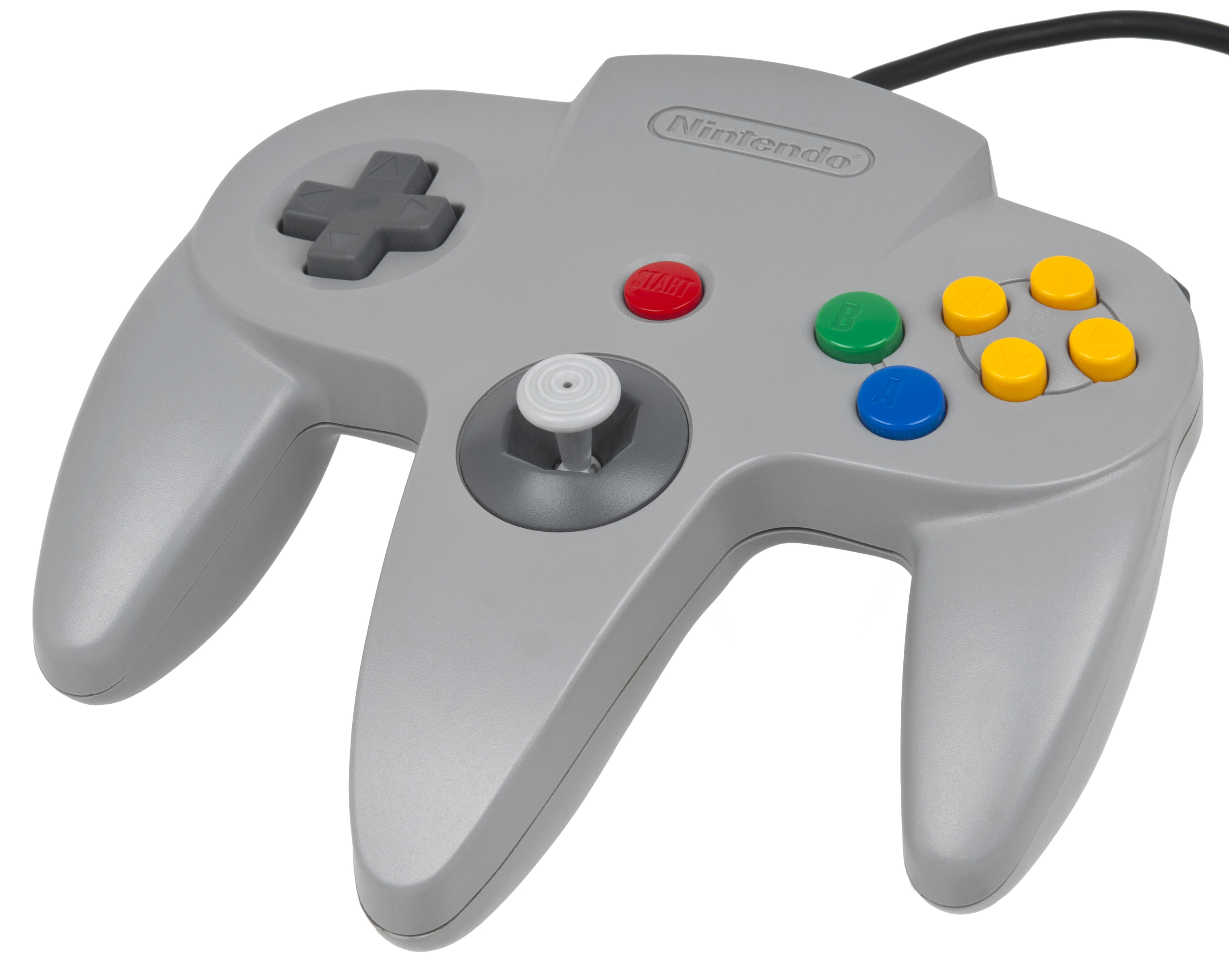
Kontroler do Nintendo 64 w szarym kolorze. Posiadał on specyficzny kształt w kształcie trójzębu.

| Skróty platform | Skróty platform                                  |
| --------------- | ------------------------------------------------ |
| DC              | Dreamcast                                        |
| Droid           | Android                                          |
| DS              | Nintendo DS                                      |
| GB              | Game Boy                                         |
| GBA             | Game Boy Advance                                 |
| GBC             | Game Boy Color                                   |
| GCN             | GameCube                                         |
| iOS             | iOS                                              |
| Lin             | komputer osobisty z systemem operacyjnym Linux   |
| Mac             | komputer osobisty Mac                            |
| N64             | Nintendo 64                                      |
| NS              | Nintendo Switch                                  |
| PC              | komputer osobisty                                |
| PS1             | PlayStation                                      |
| PS2             | PlayStation 2                                    |
| PS3             | PlayStation 3                                    |
| PS4             | PlayStation 4                                    |
| PS5             | PlayStation 5                                    |
| PSP             | PlayStation Portable                             |
| PSVita          | PlayStation Vita                                 |
| Wii             | Wii                                              |
| WiiU            | Wii U                                            |
| Win             | komputer osobisty z systemem operacyjnym Windows |
| X360            | Xbox 360                                         |
| XONE            | Xbox One                                         |
| Xbox            | Xbox                                             |
| XSX             | Xbox Series                                      |

Artykuł opisuje ważne wydarzenia w 1997 roku w branży gier komputerowych. Zobacz też: historia gier komputerowych.

## Wydarzenia
- 4 października – Gunpei Yokoi (1941-1997) umiera w wyniku wypadku samochodowego.
- listopad – Interactive Entertainment Merchants Association (IEMA).
- Trzecia edycja wystawy E³ (Electronic Entertainment Expo)
- TSR, Inc., właściciel gry fabularnej Dungeons & Dragons, zostaje zakupiony przez Wizards of the Coast.

### Wydane gry
- 7 stycznia – Tibia (PC)
- 31 stycznia – Final Fantasy VII (PS)
- 10 lutego – Mario Kart 64 (N64)
- 28 lutego – Turok: Dinosaur Hunter (N64)
- 20 marca – Castlevania Symphony of the Night (PS) (Sega Saturn)
- 20 marca – Tekken 3 (ARC)
- 30 kwietnia – Star Wars: X-Wing vs. TIE Fighter (PC)
- 31 maja – Blood (PC)
- 31 maja – MDK: (PC) (PS)
- 26 czerwca – Dungeon Keeper (PC)
- 1 lipca – Star Fox 64 (N64)
- 30 lipca – Carmageddon (PC)
- 25 sierpnia – GoldenEye 007 (N64)
- 31 sierpnia – HeXen II (PC)
- 7 września – Final Fantasy VII (PS), (PC)
- 19 września – Oddworld: Abe’s Oddysee (PS), (PC)
- 30 września – Fallout (PC)
- 30 września – Total Annihilation (PC)
- październik – Grand Theft Auto (PC)
- 9 października – Dark Forces II: Jedi Knight (PC)
- 15 października – Mortal Kombat 4 (ARC)
- 26 października – Age of Empires (PC)
- 29 października – Riven: The Sequel to Myst (PC) (Mac)
- 31 października – The Curse of Monkey Island (PC)
- 14 listopada – Postal (PC)
- 6 grudnia – Quake II (PC)
- 19 grudnia – Wing Commander: Prophecy (PC)
- 23 grudnia – Gran Turismo (PS1)

### Sprzęt
- 1 marca – Nintendo 64 dostępne w Europie i Australii
- październik – Nintendo – mniejsza wersja konsoli SNES.
- Sony publikuje PlayStation software development kit na komputery PC

### Biznes
- Activision kupuje CentreSoft Ltd. i Raven Software
- Electronic Arts Inc. kupuje Maxis
- GameTek bankrutuje
- 2015, Inc. zostaje założone
- 4D Rulers Software, Inc. zostaje założone
- 4HEAD Studios zostaje stworzone
- Bungie Studios West zostaje utworzone przez Bungie Software Products Corp.
- Conspiracy Entertainment Corporation zostaje założone
- Crave Entertainment, Inc. zostaje założone
- sierpień – Human Head Studios, Inc. zostaje założone
- Illusion Softworks zostaje założone
- 15 kwietnia – Irem Software Engineering Inc. zostaje założone
- Irrational Games LLC zostaje założone
- Mythic Entertainment zmienia nazwę z Interworld Productions po konflikcie z inną firmą „Interworld”
- THQ zmienia nazwę z Toy Head-Quarters, Inc.
- Warthog PLC zostaje założone

### Procesy sądowe
- Nintendo przeciwko Games City; Nintendo pozywa Games City za sprzedaż urządzeń Game Doctor i Doctor V64 na konsole SNES i N64. Nintendo wygrywa proces.
- Nintendo przeciwko Prima Publishing; Nintendo pozywa Prima za skopiowanie mapy z gry GoldenEye 007. Nintendo przegrywa proces
- Nintendo przeciwko Sony Video Games; Nintendo pozywa Sony za naruszenie praw do gier z Mario